# Абрамовщина-1
Абрамовщина-1 (біл. Абрамаўшчина-1, пол. Abramowszczyzna-1) — село в Сморгонському районі Гродненської області Білорусі.
Входить до складу Вишневської сільради.
Розташована у східній межі району. Відстань до районного центру Сморгонь по автодорозі — близько 24 км, до центру сільради агромістечка Вишневе по прямій — близько 12 км. Найближчі населені пункти — Локачі, Погорельщина, Теляки.
Згідно з переписом населення села в 1999 році налічувало 165 людей.
Вперше згадується в 1551 році. Позначено як Абрамовец (Аврамова) на генеральній мапі того часу. Назва походить від антропоніма Аврам, нащадки якого заснували поселення.
Через село проходять регулярні автобусні маршрути:
- Сморгонь — Вишнево
- Сморгонь — Свайгіні